# Larry O’Brien
Larry O’Brien, właśc. Lawrence Francis O’Brien Jr. (ur. 7 lipca 1917 w Springfield, zm. 28 września 1990 w Nowym Jorku) – amerykański polityk i działacz sportowy irlandzkiego pochodzenia. Współtwórca kampanii wyborczych Partii Demokratycznej, poczmistrz generalny Stanów Zjednoczonych w latach 1965–1968, dwukrotnie przewodniczący Krajowego Komitetu Partii Demokratycznej (DNC). Od 1975 do 1984 komisarz National Basketball Association.

## Życiorys

### Wykształcenie i działalność zawodowa
Jego rodzice byli irlandzkimi imigrantami, którzy z hrabstwa Cork przyjechali do USA i osiedlili się w Massachusetts. Larry O’Brien pracował jako barman w firmie jego ojca. W 1939 w wieku 22 lat został przewodniczącym lokalnego związku zawodowego pracowników hoteli i restauracji. W 1942 ukończył studia prawnicze (ze stopniem bachelora) na Northwestern University. W Armii Stanów Zjednoczony dosłużył się stopnia sierżanta. Poza angażowaniem się w działalność polityczną pracował w rodzinnym przedsiębiorstwie, w 1969 krótko kierował brokerską firmą McDonnell & Company, następnie założył własne przedsiębiorstwo z branży public relations i konsultingu.

### Działalność polityczna
W okresie powojennym aktywnie zaangażował się w działalność Partii Demokratycznej. W 1946 poprowadził pierwszą kampanię wyborczą, która zakończyła się jednak niepowodzeniem – Foster Furcolo przegrał wybory do Izby Reprezentantów. W 1948 Foster Furcolo ponownie powierzył mu kierowanie swoją kampanią wyborczą do tej izby i tym razem wygrał wybory do amerykańskiego federalnego parlamentu. Na początku lat 50. nawiązał bliską współpracę z Johnem F. Kennedym. Poprowadził jego kampanię wyborczą w 1952 do Senatu. W jej wyniku JFK pokonał różnicą około 70 tys. głosów dotychczasowego senator, Henry’ego Cabota Lodge’a, którego aktywnie wspierał Dwight Eisenhower. Do zwycięstwa przyczyniła się zastosowana przez Larry’ego O’Briena strategia angażowania licznych woluntariuszy pracujących na rzecz kandydata. W 1958 przy jego wsparciu John F. Kennedy uzyskał senacką reelekcję.
Był także jednym z głównych twórców kampanii wyborczej Johna F. Kennedy’ego, która doprowadziła do jego zwycięstwa w wyborach prezydenckich w 1960. Następnie do 1965 pełnił funkcję specjalnego asystenta ds. relacji z Kongresem. W 1964 został doradcą politycznym prezydenta Lyndona B. Johnsona. Od 1965 do 1968 wchodził w skład gabinetu, sprawując urząd poczmistrza generalnego.
W 1968 odszedł z zajmowanego stanowiska, aby koordynować kampanię wyborczą Roberta F. Kennedy’ego, ubiegającego się o partyjną nominację w wyborach prezydenckich w tym samym roku, przerwaną przez śmierć kandydata w zamachu. W następnych latach O’Brien dwukrotnie pełnił funkcję przewodniczącego Krajowego Komitetu Partii Demokratycznej (1968–1969 i 1970–1972). Jego biura w siedzibie partii były w tym czasie objęte nielegalnymi podsłuchami zainicjowanymi przez współpracowników Richarda Nixona, czego ujawnienie dało początek aferze Watergate.

### Działalność sportowa
W połowie lat 70. wycofał się z działalności politycznej. Od 1975 do 1984 był komisarzem National Basketball Association. Następnie w latach 1985–1987 pełnił funkcję prezesa Basketball Hall of Fame.
W 1984 jego imieniem nazwano Larry O’Brien NBA Championship Trophy, puchar przyznawany drużynie, która uzyska tytuł mistrza NBA.